# The Survivor (2021)
The Survivor ist ein Filmdrama von Barry Levinson, das im September 2021 beim Toronto International Film Festival seine Premiere feierte, im April 2022 in das Programm von HBO aufgenommen wurde und im Juli 2022 in die deutschen Kinos kam. Die Filmbiografie beschäftigt sich mit dem Profiboxer und Auschwitz-Überlebenden Harry Haft.

## Handlung

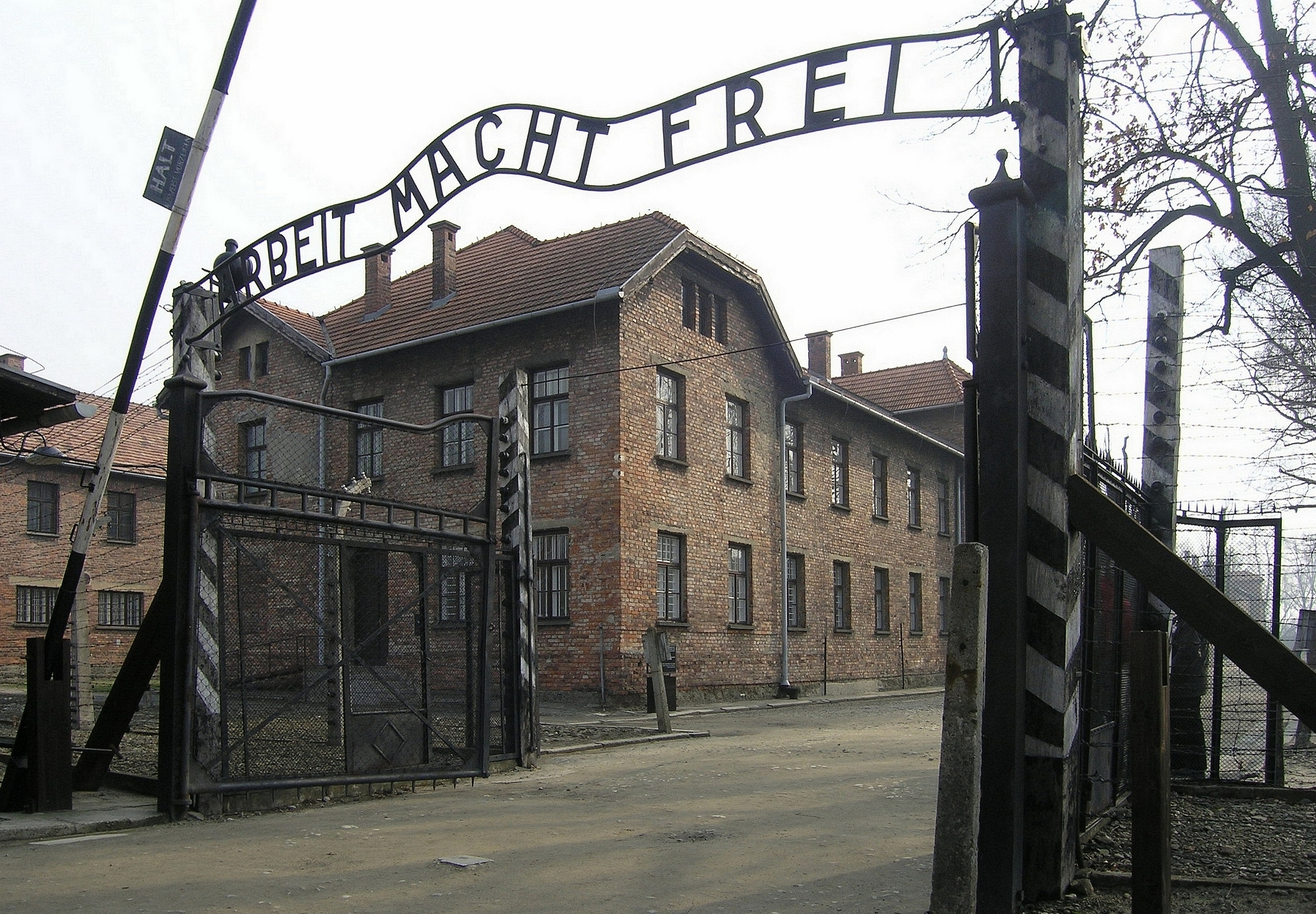
Harry Haft überlebte das KZ Auschwitz nur, weil er sich auf ein makaberes Spiel einließ

Der Profiboxer Harry Haft hat den Zweiten Weltkrieg nur überlebt, weil er im Konzentrationslager gegen Mithäftlinge kämpfte und gewann. Er wird von Schuldgefühlen geplagt.
Als die Nazis in Polen einmarschierten, wurde der Jude in das Vernichtungslager Auschwitz gebracht. Er war ein kräftig gebauter Mann, daher bot ihm Offizier Schneider einen makaberen Deal zur Belustigung seiner Peiniger an. Er sollte mit Mitgefangenen in den Boxring steigen. Der Gewinner des Kampfes durfte weiterleben und erneut kämpfen. Der Verlierer wurde erschossen oder in die Gaskammer geschickt.
Nach Ende des Zweiten Weltkriegs ist er in New York gelandet, wo er mit seinen im Lager gewonnenen Erfahrungen versucht, als Boxer Geld zu verdienen. Er ist nur mittelmäßig in dem Sport, wird bei Kämpfen aber als „der Stolz Polens“ und „der Überlebende von Auschwitz“ angekündigt.
Weil er in den Kriegswirren den Kontakt zu Leah verloren hat, die er zu Beginn des Krieges in Belchatow, einem Arbeitslager außerhalb von Auschwitz kennenlernte und sich in sie verliebte, versucht er diese wiederzufinden. Auch wenn Haft weiß, dass alle anderen Menschen, die er liebte, tot sind, ist er fest davon überzeugt, dass Leah noch lebt. Er nutzt ein Zeitungsinterview, um seinen Namen und diese Geschichte bekannt zu machen, in der Hoffnung, sie könnte dies lesen. Haft wendet sich auch an den Displaced Persons Service, wo eine mitfühlende Mitarbeiterin namens Miriam beschließt, ihm bei seiner Suche nach Leah zu helfen.

## Biografisches
Als die Wehrmacht im September 1939 in Polen einmarschierte war Harry Haft 14 Jahre alt. Zwei Jahre später wurde der Jude nach Auschwitz deportiert. Wegen seiner kräftigen Statur bildete ihn dort ein SS-Aufseher zum Boxer aus. Er musste vor den Wachmannschaften an Schaukämpfen auf Leben und Tod teilnehmen. Die Kämpfe fanden im Konzentrationslager Jaworzno statt, in einer Kohlengrube nördlich von Auschwitz. Nach 76 Kämpfen in diesem Konzentrationslager wurde das Lager in Jaworzno wegen der heranrückenden Roten Armee aufgelöst und die Häftlinge auf Todesmärsche geschickt. Im April 1945 gelang Haft die Flucht, bei der er einen SS-Offizier tötete und sich dessen Uniform und Papiere aneignete. Aus Furcht, verraten zu werden, erschoss er auch die beiden alten Menschen, die ihm danach Unterkunft gewährten. Im Jahr 1948 wanderte Haft in die USA aus.

## Produktion

### Regie und Drehbuch
Regie führte Barry Levinson, das Drehbuch schrieb Justine Juel Gillmer. Dieses basiert auf Harry Haft: Survivor of Auschwitz, Challenger of Rocky Marciano von Alan Scott Haft, Harry Hafts Sohn, und landete im Jahr 2017 unter dem Titel The Boxer auf der Black List der besten unverfilmten Ideen Hollywoods.

### Besetzung, Synchronisation und Dreharbeiten
| Rolle              | Darsteller      | Synchronsprecher    |
| ------------------ | --------------- | ------------------- |
| Harry Haft         | Ben Foster      | Martin Kautz        |
| Bill ‘Pepe’ Miller | John Leguizamo  | Gerrit Schmidt-Foß  |
| Charley Goldman    | Danny DeVito    | Wolfgang Müller     |
| Dietrich Schneider | Billy Magnussen | Johannes Raspe      |
| Emory Anderson     | Peter Sarsgaard | Peter Flechtner     |
| Jean               | Laurent Papot   | Jaron Löwenberg     |
| Leah Krichinsky    | Dar Zuzovsky    | Ariela Hirschfeld   |
| Louis Barclay      | Paul Bates      | Charles Rettinghaus |
| Miriam Wofsoniker  | Vicky Krieps    | Marie Bierstedt     |
| Peretz Haft        | Saro Emirze     | Saro Emirze         |

Ben Foster übernahm die Hauptrolle und spielt Harry Haft. Da er Haft in drei verschiedenen Lebensabschnitten porträtiert, im Konzentrationslager, in der Nachkriegszeit und im Jahr 1963,
verlor der Schauspieler 60 Pfund Gewicht, bevor er für spätere Filmaufnahmen wieder an Gewicht zulegte. Billy Magnussen übernahm die Rolle von KZ-Offizier Dietrich Schneider. Dar Zuzovsky spielt Hafts Freundin Leah, Vicky Krieps seine spätere Frau Miriam Wofsoniker. Saro Emirze spielt seinen Bruder Peretz und Peter Sarsgaard den Sportjournalisten Emory Anderson. Danny DeVito ist in der Rolle von Rocky Marcianos Trainer Charlie Goldman zu sehen. John Leguizamo spielt Hafts eigenen Trainer Pepe.
Die deutsche Synchronisation entstand nach einem Dialogbuch und der Dialogregie von Elke Weber-Moore im Auftrag der Eclair Studios Germany GmbH, Berlin.
Die Dreharbeiten fanden größtenteils in der ungarischen Hauptstadt Budapest statt. Im Frühjahr 2019 drehte man am Fischteich von Diósjenő im Kleingebiet Rétság in Nordungarn. Als Kameramann fungierte George Steel. Die Szenen im Konzentrationslager wurden in Schwarzweiß gedreht, die Szenen in den 1940er Jahren in gedämpften Farben und etwas heller in den 1960er Jahren.

### Filmmusik und Veröffentlichung
Die Filmmusik komponierte Hans Zimmer. Das Soundtrack-Album mit zehn Musikstücken wurde am 29. April 2022 von Milan Records als Download veröffentlicht.
Eine erste Vorstellung erfolgte am 13. September 2021 beim Toronto International Film Festival. Am 27. April 2022 wurde der Film in das Programm von HBO aufgenommen. Der Kinostart in Deutschland erfolgte am 28. Juli 2022. Am 4. November 2022 wurde der Film von Leonine in Deutschland als Blu-ray und auf DVD veröffentlicht.

## Rezeption

### Altersfreigabe
In Deutschland wurde der Film von der FSK ab 12 Jahren freigegeben. In der Begründung heißt es, der auf mehreren Zeitebenen erzählte Film sei grundsätzlich ruhig inszeniert, enthalte aber einige intensive Szenen, die die Brutalität im KZ verdeutlichen. Auch die Boxkämpfe seien emotional aufwühlend. Jugendliche ab 12 Jahren könnten jedoch das moralische Dilemma des Protagonisten nachzuvollziehen.

### Kritiken
Von den bei Rotten Tomatoes aufgeführten Kritiken sind 86 Prozent positiv.
Immer wieder wurde dabei die Arbeit von Ben Foster hervorgehoben, der in The Survivor eine beeindruckende Leistung abliefere, oft als die beste seiner Karriere beschrieben. Er erinnere dabei an den jungen Robert De Niro, insbesondere an dessen Rolle als Jake LaMotta.

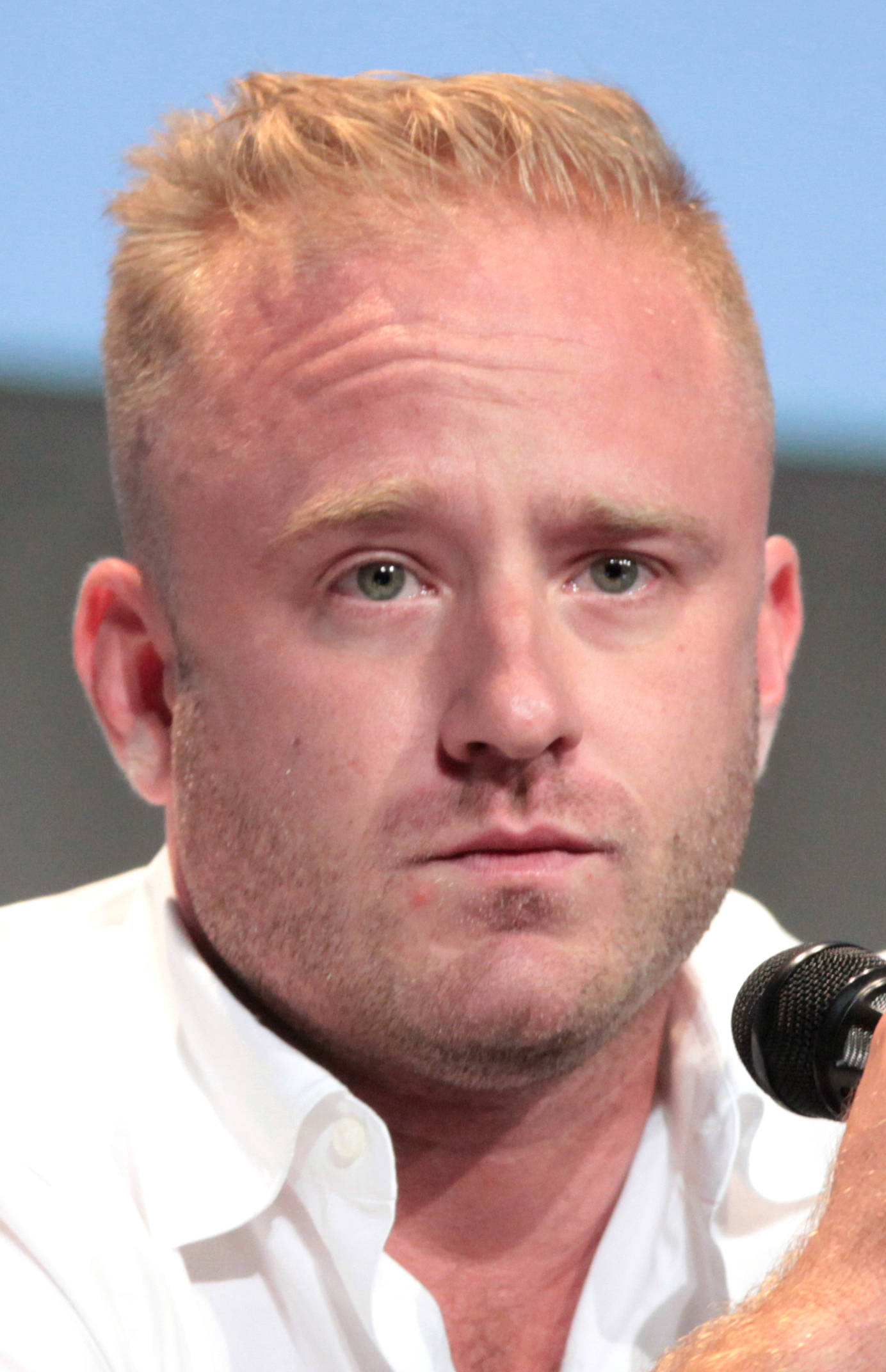
Ben Foster spielt Harry Haft

Owen Gleiberman von Variety schreibt, Ben Foster spiele Harry Haft als einen nachdenklichen Schläger, der versucht, sich aus dem Fegefeuer herauszukämpfen und als einen verschlossenen, von der Leere eines Holocaust-Überlebenden gezeichnet Mann. Er tappe dabei jedoch nicht in die Falle, Haft so verschlossen zu spielen, dass er uninteressant wirkt. The Survivor sei weniger daran interessiert, einfache moralische Urteile darüber zu fällen, was Menschen getan haben, um zu überleben, als daran abzuwägen, was diese Entscheidungen mit ihrem Verstand und ihrer Seele gemacht haben. So sei The Survivor nicht nur ein Holocaust-Drama und ein Boxfilm, sondern auch eine Charakterstudie und eine Meditation über Schuld geworden.
Daniel Kothenschulte schreibt in der Frankfurter Rundschau, die Szenen aus den Vernichtungslagern nehmen fast die Hälfte der zweistündigen Laufzeit ein, doch wie oft in Spielfilmen über den Holocaust, könnten sie das Grauen nicht repräsentieren, auch wenn sie in verwaschenem Schwarzweiß an dokumentarische Aufnahmen erinnerten. In der englischen Originalfassung sorgen die schweren Akzente europäischer Darsteller für einen ungewollten Verfremdungseffekt. Ben Foster liefere eine beklemmend-realistische Darstellung und erinnert auch Kothenschulte an De Niro. Es seien aber vor allem die Kammerspielszenen mit Vicky Krieps als Ehefrau Miriam die diesen Film einzigartig machen unter Werken mit dieser Thematik: „Leichthändig mischt die Luxemburgerin jiddische Brocken in ihren unverkennbaren, charismatisch-verhuschten Sprechduktus.“

### Auszeichnungen
Artios Awards 2023
- Nominierung für das Beste Casting in einem Fernsehfilm (Ellen Chenoweth & Susanne Scheel)[17]

Critics’ Choice Television Awards 2023
- Nominierung als Bester Fernsehfilm
- Nominierung als Bester Hauptdarsteller in einem Fernsehfilm oder einer Miniserie (Ben Foster)[18]

Hollywood Critics Association Television Awards 2022
- Auszeichnung in der Kategorie Broadcast Network or Cable Live-Action TV Movie
- Nominierung als Bester Schauspieler – Broadcast Network or Cable Limited Series, Anthology Series, or TV Movie (Ben Foster)[19][20]

Primetime-Emmy-Verleihung 2022
- Nominierung als Bester Fernsehfilm

Satellite Awards 2022
- Nominierung als Bester Fernsehfilm[21]